# Baradero
Baradero, originalmente fundada como Santiago del Baradero, es una ciudad argentina, cabecera del partido de Baradero, en la provincia de Buenos Aires. Se encuentra en la orilla occidental del río Baradero, afluente secundario del Paraná. Fundada en 1615, es una de las ciudades más antiguas de la actual Provincia de Buenos Aires, teniendo en cuenta su fundación oficial, aunque antes de ella se establecieron en el siglo XVI muchos poblados y fuertes de fecha fundacional imprecisa.

## Toponimia
Por todos los documentos hallados se testimonia que Santiago del Varadero fue creada en 1615, bajo la advocación de Santiago Apóstol, por ello se ha consagrado como día de su fundación el 25 de julio, aunque no haya documentos que lo certifiquen. En todos los testimonios documentales se cita a la reducción como pueblo, con el nombre de Santiago y el militar de Varadero, Baradero y también "Barradero", en pocos casos. Sin duda, tomó su nombre del hecho que en su río se "varaban las naves, sin peligro de avería", debido a su lecho barroso; tal cual lo dicen las crónicas españolas.

## Historia

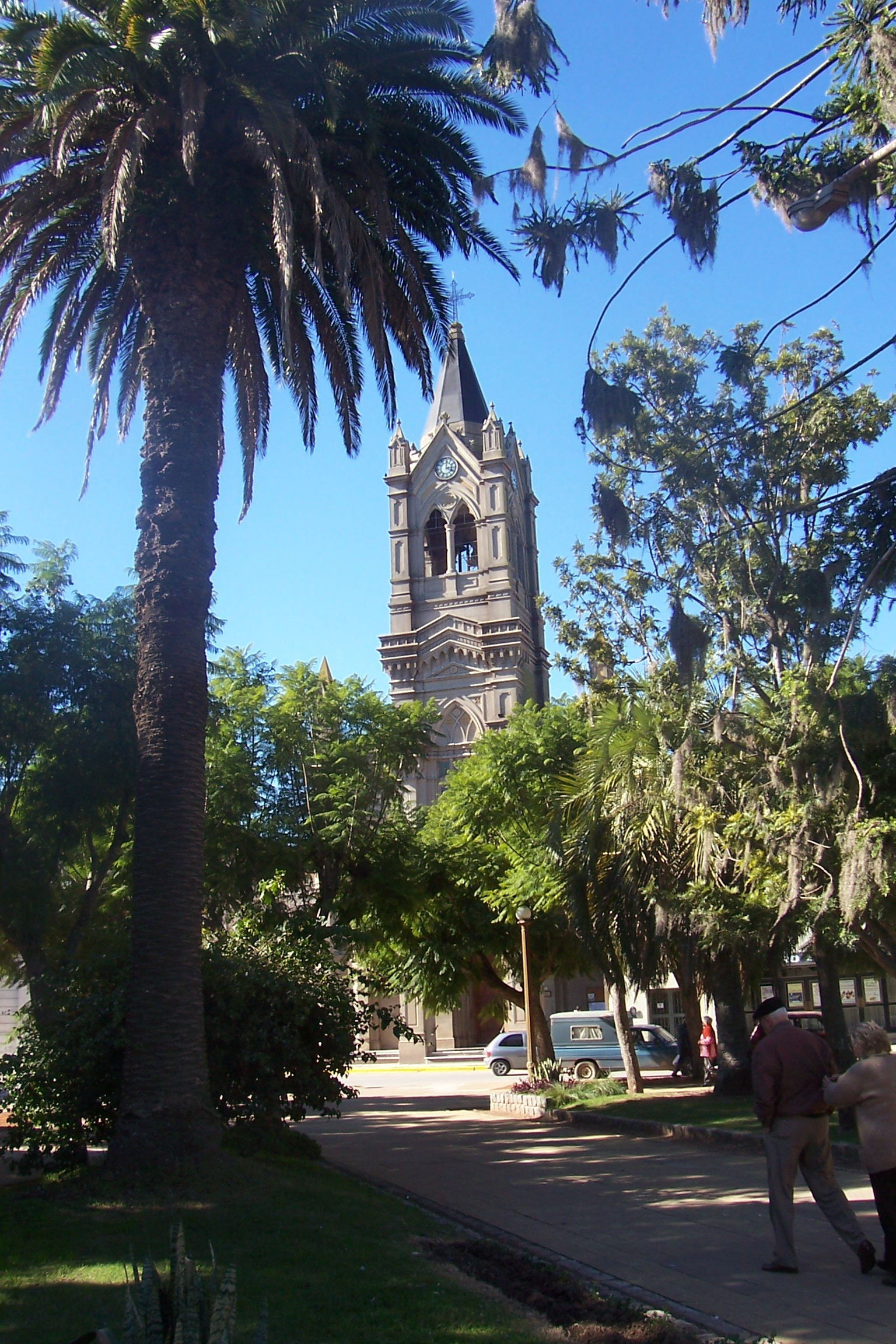
La plaza central y al fondo la iglesia de la ciudad de Baradero

### Días preliminares
Los documentos de la época indican que fue fundada en el año de 1615, por la voz y orden de Hernando Arias de Saavedra, el primer gobernador criollo. Su origen fue una reducción de indios, reunidos para establecer una Encomienda Real a cargo de Padres franciscanos. Los primeros indígenas fueron trasladados por el franciscano Francisco de Arena, desde las proximidades de Buenos Aires, a unas siete leguas. Otras versiones indican que pertenecían a la zona de islas o del Paraná arriba y se trataba de los grupos guaraníticos: Chanáes y Mbeguáes. El Fray Arena fue designado el día de la fundación por Hernandarias y seis meses después fue sustituido por Fray Luis de Bolaños.

### Un lugar para los originarios
Para que poseyeran sus propias tierras, el gobernador Hernandarias, les asignó una legua de campo con frente al río, que se podía medir desde la conjunción del Río Arrecifes con el Paraná (así le decían al Río Baradero, brazo del mismo) hasta contar 6.000 varas sobre su costa. Desde allí, medir otras leguas de fondo, pero descontando los bañados, hasta dar con las tierras que se le concedieron al encomendero Don Gaspar de Godoy, provistas por el propio Hernandarias desde los primeros días de la fundación de esta Encomienda Real.

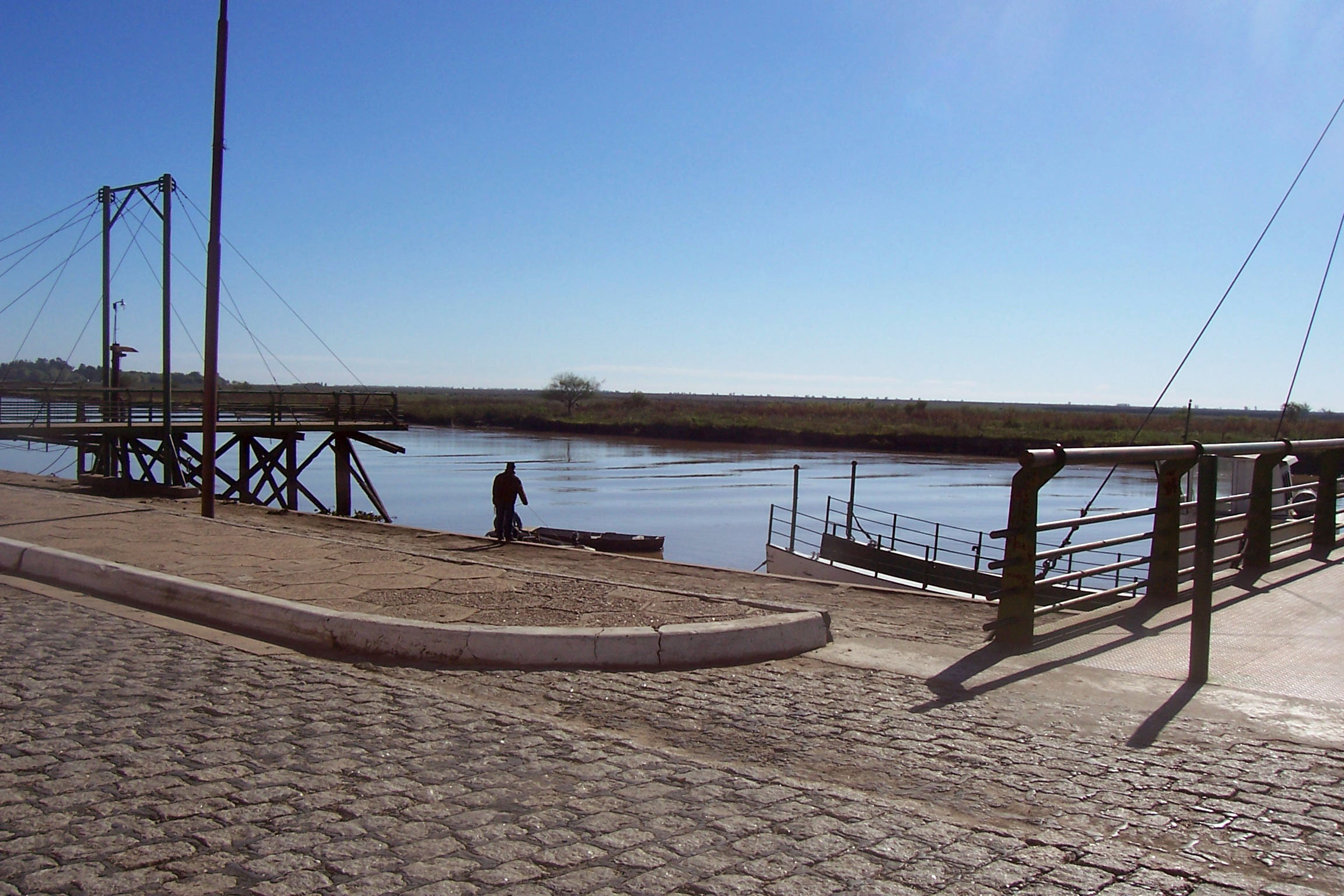
El río Baradero en su paso por la ciudad.

### Fundador
Hernando Arias de Saavedra, llamado abreviadamente Hernandarias, fue un militar y político criollo, el primer nacido en América que ocupó el puesto de gobernador de una región colonial. Nacido en Asunción, como hijo legítimo de Martín Suárez de Toledo —un oficial de Álvar Nuñez Cabeza de Vaca— y de María de Sanabria, hija esta última del Adelantado Juan de Sanabria y de Mencia Calderón. 
Hernandarias emprendió la carrera militar a temprana edad y participó de numerosas expediciones de exploración y conquista en los actuales territorios de Paraguay y Argentina, entre ellas la fundación de Concepción de Nuestra Señora, de la que fue uno de sus primeros cabildantes. Sus dotes como oficial y administrador llevaron a su nombramiento como Teniente de gobernador de Asunción en 1592; ocupó el cargo con solvencia durante tres períodos. Al mismo tiempo, su medio hermano Hernando de Trejo fue nombrado obispo de la sede de Asunción.

Un artículo histórico sobre la fundación de la ciudad de Baradero: 
"GÉNESIS"
Aunque las fuentes más recientes
retrotraen este hecho a un tiempo bastante anterior, la historia oficial
—esa entretejida de oralidades no-confirmadas y escritos o documentos
legendarios (si no, leyendarios) — dice que habían pasado tan sólo treinta
y cinco años desde la fundación definitiva de la Ciudad de Santa María de
los Buenos Ayres. Es en ese año de mil seiscientos quince cuando el primer
gobernador criollo —o sea, nacido en tierras rioplatenses de posesión y propiedad
española (aunque en realidad el conquistador nació precisamente
en lo que hoy es Asunción del Paraguay)— Hernando Arias de Saavedra, el
Hidalgo Hernandarias, concede a sacerdotes franciscanos, en lo que era en
ese entonces una región del Virreinato del Río de la Plata, una reducción de
indios para constituir la Encomienda Real que dio origen a nuestro pueblo.
¿Cómo luciría esta tierra virgen, este paraje desconocido, cuando los conquistadores
y sus funcionarios llegan a estos rincones americanos?
Imagino a Hernando Arias de Saavedra, de pie en el vértice noreste del
cuadrilátero geográfico que contendría a nuestra ciudad, en la confluencia
del Río Arrecifes con ese brazo del Paraná —el río Baradero, que por aquel
entonces aún no se identificaba de modo individual, y por lo tanto se denominaba
de forma indiferenciada como su cauce madre: Paraná. Sólo después
a este curso de aguas se le asignaría el mismo nombre de la dicha Encomienda
Real de mil seiscientos quince, pasando así a tener el nombre que
conserva hasta la actualidad, río Baradero.
El representante criollo de la Corona española atisba estos campos, estos
pajonales, las adustas barrancas que bajan hacia el río, y el río mismo —en
cuyo cauce raso y barroso encallan las carabelas, naos y galeones que lo
surcan. No alcanza a imaginar una futura urbanización: los ojos interiores
de su mente apenas visualizan venideras y escasas poblaciones nativas y sus
guardianes religiosos, quienes tendrían a su cargo la evangelización de esos
aborígenes allí ‘reducidos’ —esa forma que el destino y las normas imperantes
de poder y dominación le dieran a los designios civilizadores.
El primer gobernador criollo del Río de la Plata, este Hernandarias, asigna
—“para que tengan tierra” esos pueblos indígenas mbiguáys, chanaes o
guaraníes que los franciscanos tutelarían—, “6.000 varas sobre la costa y
otras leguas de fondo”. Así, en el año 1615 brota el germen indio, criollo y
español de uno de los más tempranos pueblos de esta colonia de la América
del Sud.
No está demasiado lejana la oscuridad medieval de la vieja Europa, y
está más cercana aún la derrota de mil quinientos ochenta y ocho de la Gran
Armada española por las cañoneras inglesas —un hecho que marca el inicio
del ocaso ibérico—, cuando sobre las barrancas el indio otea el Paraná
y el horizonte lejano del otro lado de la isla; cuando en las cuevas de las
barrancas se guarece el indio de la lluvia invernal; cuando en estas llanuras
interminables galopan las primeras generaciones de equinos y del ganado
ancestral que allí pasta —animales salvajes descendientes de aquellos llegados
de Europa a bordo de las naves de la conquista. Es en ese entonces y en
este solar cuándo y dónde se comienza a gestar el perfil del país que vendría.
Mientras declina la España, en unos pocos pueblos pioneros como Baradero
se delinea el futuro de nuestra república.
No es de la miscegenación o de la mistura compulsiva de razas, culturas
y relaciones políticas, sino de las corruptelas del lenguaje nativo de esos
criollos y españoles —y de algunas equivocaciones de las voces indígenas—
que emerge el vocablo que nombra al pueblo que nacería en estas comarcas
semidesiertas, y a su río, Baradero.
Baradero, porque es lo que dicen criollos y españoles y así lo escriben en
los documentos locales y reales cuando se refieren a la tierra aledaña a este
curso de agua donde los barcos varan: varadero = baradero.
Baradero, porque los aborígenes de modo erróneo así se refieren a las
abruptas barrancas que descienden hacia el Río: bajadero = baradero.
Así, al asignarle un nombre a nuestro lugar, Baradero —ese nombre ligado
de modo tan armónico al local y a su río que es también el nombre mismo
de dicho río, Baradero—, el lugar se hace realidad: Baradero existe.
Debido a una convención formalizada a partir de su nombre completo
—Santiago del Baradero— celebramos la fecha de la fundación de nuestra
ciudad en la fecha consagrada a ese santo: veinticinco de julio. Si hay elementos
enorgullecedores surgidos de esa fecha designada y así asignada—
veinticinco de julio de mil seiscientos quince—, ciertamente uno reside en
el simple hecho de su antigüedad. Es tan antiguo nuestro paraje que es también
sobre esta fundación donde se asienta una futura identidad nacional.
Debemos mirar hacia atrás, en sentido inverso a la limitada mirada imaginativa
original de aquel Hernandarias —quien, de pie en el vértice donde
el Río Arrecifes desagua en el Baradero, no pudo vislumbrar el Baradero del
futuro. Desde esta óptica retroactiva —a partir de esta ciudad de Baradero
de hoy—, nosotros sí podemos visualizar en toda su plenitud el pasado la
Encomienda Real del siglo diecisiete que originó a nuestro pueblo. Haciéndolo,
tomamos conciencia de que los primeros pobladores de nuestro terruño
fueron de modo prominente los hacedores de nuestra patria.
Cuando se erigen las primales chozas y taperas aborígenes, y cuando se
yerguen y fortifican las construcciones franciscanas de la Encomienda Real
que alberga la reducción indígena, se está determinando un futuro mucho
más amplio en el ámbito geográfico, en el ámbito político y en el ámbito
cultural. En esas construcciones primitivas, y en la incipiente conciencia colectiva
de sus habitantes —indios, criollos y españoles— se está diseñando y
construyendo la forma fundacional de la nacionalidad Argentina.
Hugo Pezzini

## Geografía

### Población
Cuenta con 38.526 habitantes, lo que representa un incremento del 33% frente a los 28.537 habitantes del censo anterior.
| Gráfica de evolución demográfica de Baradero entre 1869 y 2022 |
|                                                                |
| Fuentes: INDEC                                                 |

Las ciudades vecinas o más próximas de Baradero son Gualeguay (Entre Ríos), San Pedro, Capitán Sarmiento, Lima, Zárate y San Antonio de Areco.

## Personalidades destacadas
- Fede Vogel ,artista urbano de música cristiana, reconocido por su impacto en la música cristiana contemporánea.
- Darío Cvitanich, jugador de fútbol del Club Atlético Banfield, Club Atlético Boca Juniors y Racing Club además de equipos de Europa y México.
- Brian Savoy, exbaloncestista nacionalizado suizo.
- Miguel Ángel Mori, fue jugador de fútbol de Independiente y luego con Racing Club se coronó campeón del mundo en el año 1967.
- Marcos Ignacio Barlatay, fue futbolista de Independiente, Huracán, Godoy Cruz, entre otros equipos de Argentina, además jugó en Europa.
- Emilio Frey, fue un topógrafo suizo-argentino.
- Federico Jeanmaire, es un escritor local, reconocido internacionalmente.
- Hugo Pezzini, es un escritor nacido en Baradero, quien alterna residencias entre New York y París.
- Madre Camila de San José Rolón (1842-1913), fue una religiosa argentina, fundadora de las Hermanas Pobres de San José, dedicada a la educación y ayuda a los más necesitados.
- Arturo Figueroa Salas político quien donó sus tierras para la creación de los Centro de Formación Rurales.
- Juan Bautista Silva, poeta baraderense, cuyos libros son declarados de Interés Cultural.
- José Alejandro Barbich historiador, el museo local lleva su nombre.

## Parroquias de la Iglesia católica en Baradero
| Diócesis  | Zárate-Campana          |
| --------- | ----------------------- |
| Parroquia | Santiago Apóstol        |
| Parroquia | Nuestra Señora de Luján |

## Televisión gratuita
En esta ciudad existe una antena que retransmite señal digital terrestre para ver los canales de aire gratuitos de la TDA (Televisión Digital Abierta). Con un alcance (aproximado) de 50 km desde su base,Dicha Antena Emisora De TDA Se encuentra ubicada en la calle Alejandro Barbich en un campo, 